# Michelle Obama

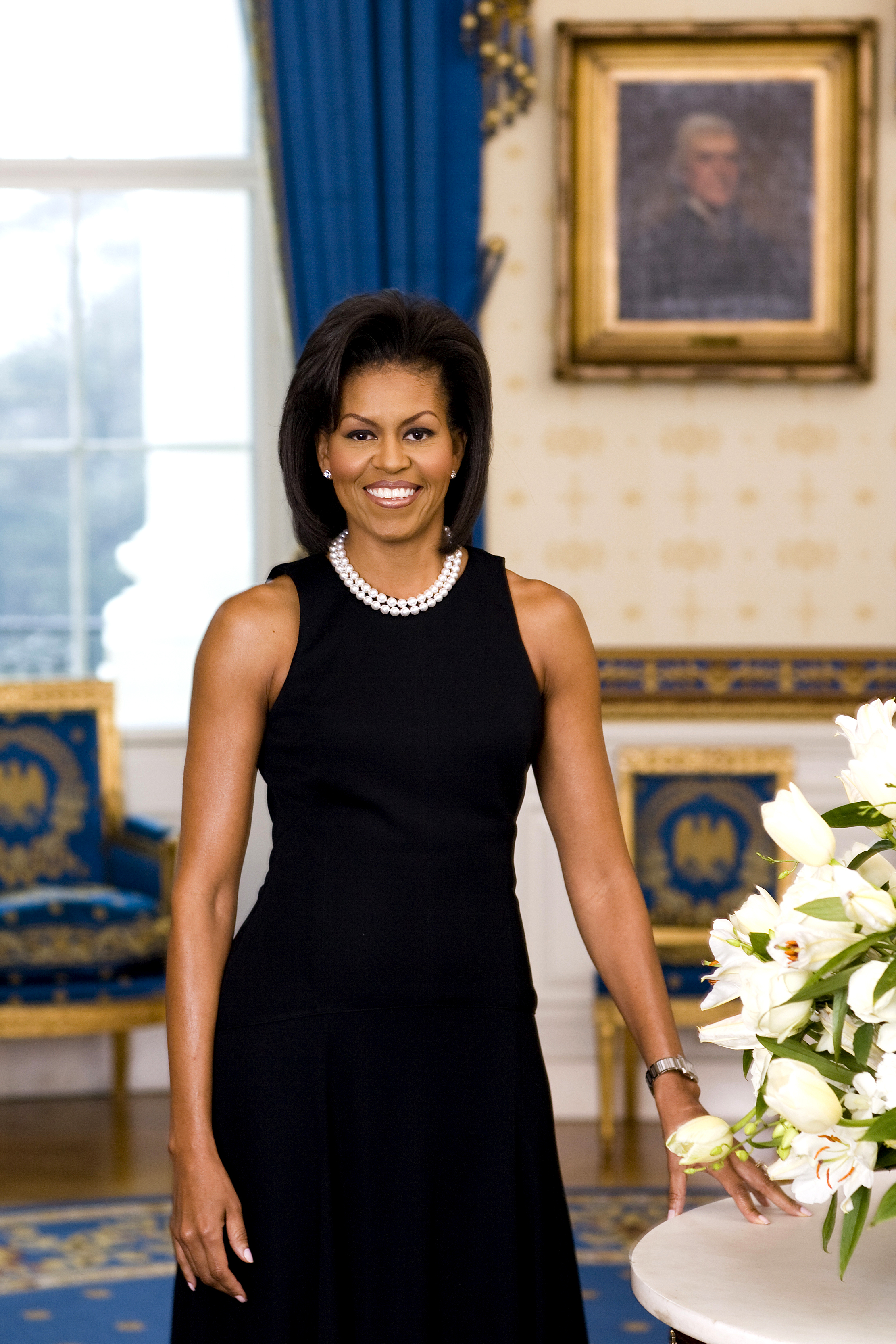
Michelle Obama, prima doamnă a Statelor Unite ale Americii, 2009

Michelle LaVaughn Robinson Obama (n. 17 ianuarie 1964, Chicago, Illinois, SUA) este o politiciană, avocată și autoare americană, soția celui de-al 44-lea președinte al Statelor Unite ale Americii, Barack Obama.

## Scurtă biografie
Michelle Robinson s-a născut și a crescut în sudul orașului Chicago și a absolvit Universitatea Princeton și Facultatea de Drept Harvard. După terminarea facultății, ea a revenit la Chicago unde a acceptat o poziție în firma de avocatură Sidley Austin, înainte de a se căsători cu Barack Obama. Ulterior, doamna Obama a lucrat, ca parte a administrației primarului din Chicago, Richard M. Daley și la Universitatea Chicago. Pe parcursul anilor 2007 și 2008, ea a contribuit la campania electorală a soțului ei pentru alegerile prezidențiale din anul 2008. Ea de asemenea, a susținut un mic discurs în fața Convenției Naționale Democrate din Denver, Colorado în 2008. Doamna Obama este mama a două fiice, Malia și Sasha și este sora lui Craig Robinson, antrenorul echipei de baschet de la Oregon State University.

## Religie
Michelle Obama este o creștină protestantă. Ea a fost crescută metodist și s-a alăturat Trinity United Church of Christ, unde ea si Barack Obama s-au  căsătorit, nuntă realizată de Reverendul Jeremiah Wright. La 31 mai 2008, Barack și Michelle Obama au anunțat că au retras apartenența lor la Trinity United Church of Christ, declarând că "relațiile noastre cu Trinity au fost tensionate de declarațiile de dezbinare ale reverendului Wright, care a intrat brusc în conflict cu propriile noastre opinii".
Familia Obama a frecventat diferite biserici Protestante de când s-a mutat la Washington DC, în 2009, incluzând Biserica Baptistă Shiloh și Biserica Episcopală Sf. Ioan din Lafayette Square, cunoscută sub numele de Biserica Președinților. La cea de-a 49-a conferință generală a African Methodist Episcopal Church, Michelle Obama a încurajat participanții să pledeze pentru conștiință politică, spunând, "Pentru oricine care spune că biserica nu este un loc pentru a discuta despre aceste probleme, le spun că nu există un loc mai bun - nici un loc mai bun, pentru că, în cele din urmă, acestea nu sunt doar probleme politice - acestea sunt probleme morale, acestea sunt probleme care au de a face cu demnitatea umană și a potențialului uman, iar in viitor ne-o dorim pentru copiii noștri și nepoții noștri."

## Prima Doamnă
A fost prima doamnă a Statelor Unite ale Americii între 2009-2017.